# Данілов Віталій Богданович
Віта́лій Богда́нович Дані́лов (нар. 10 червня 1967, с. Великий Олександрів, Віньковецький район, Хмельницька область) — український футбольний функціонер і політик. Колишній президент Української футбольної Прем'єр-ліги, президент ФК «Харків». Народний депутат України. Член партії «Батьківщина».

## Життєпис
Займався вільною боротьбою в Хмельницькому, у ДЮСШ № 3. У 1980 році, коли вчився в 8-у класі, переїхав у Львівський спортінтернат. Після закінчення середньої школи навчався в Київському університеті фізичної культури. У 2004 році закінчив Міжгалузевий інститут підвищення кваліфікації при Харківському державному економічному університеті (за фахом «Фінанси»).
Трудову діяльність почав у 1993 році. З липня 1993 року по жовтень 1995 року працював в спільній фірмі «Ліберті» — спочатку менеджером, потім директором. З жовтня 1995 року по грудень 2000 року посідав посаду директора в ТОВ «Атлантик». З березня 2000 року посідає виборну посаду заступника голови наглядової ради ВАТ «Інпромбанк». Водночас з 1 серпня по 29 грудня 2001 року за сумісництвом працював в Державному підприємстві «Регіон» Державного управління справами Президента України на посаді провідного фахівця.
2002 року обраний депутатом Харківської міської ради з 24-го виборчого округу.
Коли 27 травня 2008 року власники 16 провідних футбольних клубів України остаточно заявили про старт Прем'єр-ліги, Данілов був обраний в. о. Президента. 15 липня 2008 року на Загальних зборах учасників Прем'єр-ліги повноваження Віталія Данілова були подовжені, а 1 липня 2009 року він був вибраний Президентом об'єднання. Через позов ФК «Дніпро» щодо юридичних суперечностей у Статуті Прем'єр-ліги виникло питання щодо її легітимності і легітимності її Президента. Були внесені зміни в Статут і остаточне рішення суду щодо правомірності Об'єднання було винесене у листопаді 2009. 1 грудня 2009 Віталій Данілов був переобраний Президентом на позачергових виборах (11 клубів «за», 3 — «проти», 1 — утримався, 1 (ФК «Дніпро») був відсутній).

### Робота у футбольних структурах
- Липень 2003 року — грудень 2004 року Віце-президент, ВАТ ФК «Металіст» (виборча посада)
- Липень 2005 року — жовтень 2007 року Президент, ФК «Харків»
- Травень 2008 року — лютий 2016 року. Президент Об'єднання професіональних футбольних клубів України «Прем'єр-ліга»

### Політична діяльність
Квітень 2002 — кандидат в народні депутати України від партії «Яблуко», № 36 в списку. На час виборів: 1967 р.н., освіта повна загальна середня, проживає в місті Харкові, заступник директора ТОВ «Співдружність», безпартійний.
23 листопада 2007 — 12 грудня 2012 — народний депутат України 6-го скликання від «Блоку Юлії Тимошенко», № 105 в списку. На час виборів: президент ТОВ "Юридична фірма «ДІКЕ», безпартійний. Член Комітету з питань паливно-енергетичного комплексу, ядерної політики та ядерної безпеки.
12 грудня 2012 — 27 листопада 2014 — народний депутат України 7-го скликання від партії Всеукраїнське об'єднання «Батьківщина», № 57 в списку. Заступник Голови Комітету з питань сім'ї, молодіжної політики, спорту та туризму.
Балотувався до Верховної Ради на виборах 2014-го від ВО «Батьківщина» (№ 21 у списку), але до парламенту не пройшов.
На виборах 2019 року пройшов до Верховної Ради під №16 по списках партії «Батьківщина». Член Комітету з питань правоохоронної діяльності. 27 листопада 2023 року подав запит на складання депутатського мандату. 8 грудня 2023 року позбавлений депутатського мандату.

## Статки
- За 2019 рік задекларував готівки на 124,94 мільйона гривень[5]

## Нагороди, звання
- Майстер спорту з вільної боротьби.
- Переможець першості СРСР серед юніорів та молоді з вільної боротьби.
- Президент Федерації вільної боротьби Харківської області.
- Засновник Харківського дитячо-юнацького спортивного клубу «Богатир».
- 2005 рік — Орден «Святого Миколи Чудотворця Української православної церкви Київського Патріархату».
- 2006 рік — Орден «За заслуги» III ступеня[6].

## Сім'я
Одружений, двоє дітей (Богдан і Софія).